# Alexander Godunov
Alexander Borisovich Godunov, em russo:  Александр Борисович Годунов (Rússia, 28 de novembro de 1949 - California, EUA, 18 de maio de 1995), foi um bailarino e ator russo.

## Biografia
Foi um dos principais astros do Balé Bolshoi e durante uma temporada em 1979 nos Estados Unidos da América, pediu asilo político no país norte-americano. Na ocasião, era casado com a bailarina Ludmila Vlasov, também do elenco do Balé Bolshoi que não quis acompanhar o marido e voltou para a então União Soviética.
Nos Estados Unidos da América ele se tornou o primeiro bailarino do American Ballet Theatre em Nova Iorque e também investiu em sua carreira cinematográfica trabalhado em filmes como A Testemunha (1985), Um Dia a Casa Cai (1986) e Duro de Matar (1988).
Morreu repentinamente aos 45 anos, em decorrência do alcoolismo.